# Gagrella nigripalpis
Gagrella nigripalpis is een hooiwagen uit de familie Sclerosomatidae.